# Rosalba Carriera
Rosalba Carriera, född 1675, död 1757, var en italiensk pastellmålare, verksam i Venedig, Paris och Wien och introduktör av pastellmåleriet i Frankrike. 

## Biografi
I sina yngre år specialiserade hon sig på miniatyrporträtt och målade främst oljor i den venetianska skolan, men övergick senare till pasteller i rokokostil. Hennes porträtt utmärks av en högt driven teknisk skicklighet, medan personskildringen ofta är något schablonmässig.
Rosalba Carriera var en av de mest inflytelserika konstnärerna i sin generation, både beundrad och kopierad. Hennes främsta stilmässiga efterföljare var Gustaf Lundberg och Maurice Quentin de La Tour.
Hon valdes 1720 in i Académie Royale de Peinture et de Sculpture. Det var en bedrift, då akademien ogillade kvinnliga medlemmar; hon var den första kvinna som valdes in i akademien sedan Catherine Perrot nästan fyrtio år tidigare, och med undantag av Margareta Haverman skulle ingen ny kvinna väljas in igen förrän Marie-Thérèse Reboul nästan fyrtio senare. Carrieras tid i akademien blev dock kort, då hon lämnade både Frankrike och akademien året därpå, sedan hon medverkat vid en uppmärksammad utställning.  
Nationalmuseum i Stockholm äger ett porträtt av Nils Bielke av hennes hand. 
Carrieras dagbok från 1720–1721 utgavs 1865 av Alfred Sensier.